# NGC 1431
NGC 1431 (również PGC 13732 lub UGC 2845) – galaktyka soczewkowata (S0), znajdująca się w gwiazdozbiorze Byka. Odkrył ją Albert Marth 6 września 1864 roku.